# Raúl Silva Castro
Raúl Silva Castro (Santiago, 8 de diciembre de 1905 - ibídem, 12 de junio de 1970) fue un periodista, profesor, crítico literario y escritor chileno. Fue director de la revista Atenea de la Universidad de Concepción, miembro de la Academia Chilena de la Historia y de la Academia Chilena de la Lengua, académico de las universidades de Chile y Concepción en su país, además de la de UCLA Berkeley, entre otras en el extranjero.

## Biografía
Estudió en los institutos de Humanidades y en el Nacional. En 1932 se tituló como profesor de literatura en la Universidad de Chile. Trabajó para el Ministerio de Educación en la Dirección General de Primaria y para la Biblioteca Nacional en 1927. Enseñó literatura hispanoamericana en su alma máter y en la Universidad de California, Estados Unidos.
Participó en 1920 en la fundación de la revista Claridad de la FECH, dirigió la Revista Atenea de la Universidad de Concepción. En 1924 fue contratado por el diario El Mercurio y trabajó también para Las Últimas Noticias. Fue miembro de las academias chilenas de la Historia y de la la Lengua, así como asesor en el proyecto de Diccionario de Literatura Chilena de la OEA.
El 3 de febrero de 1943 es miembro fundador de la Asociación Folklórica Chilena junto a: Aureliano Oyarzún Navarro, Ismael Edwards Matte, Domingo Santa Cruz, Oreste Plath, Ricardo Donoso, Raúl Silva Castro, Benedicto Chuaqui, Andrés Sabella, Carlos Lavín, Oscar Cortés, Humberto Grez, Leopoldo Pizarro, Vicente Reyes Covarrubias, Víctor Castro, Gualterio Looser, Luis Gómez Catalán, Alberto Ried, Remigio Acevedo, Carlota Andrée, María Luisa Sepúlveda, Camila Bari de Zañartu, Emilia Garnham, Carlos S. Reed, Sady Zañartu, Juana Risi de Maldini, María Bichón. Se consideraron socios a todos los que asistieron a la primera reunión.
Falleció en Santiago el 12 de junio de 1970.

## Premios
- Universidad de Chile, por su libro Alberto Blest Gana en 1964, compartido con Hernán Díaz Arrieta
- Academia Chilena de la Lengua
- Asociación Nacional de la Prensa

## Obras
- Retratos literarios. 1932
- Cuentista chilenos del siglo XIX. 1934
- Estudio sobre Gabriela Mistral. 1935
- Los cuentistas chilenos. 1937
- Antología de poetas chilenos durabte el siglo XIX. 1937
- Alberto Blest Gana. 1941 (Premiado en 1964)
- Anuario de la prensa chilena. 1952
- Fundación del Instituto Nacional. 1953
- Cartas chilenas. 1954
- Antología general de la poesía chilena. 1959
- Vicente Huidobro y el Crecionismo. 1960
- Historia crítica se la novela chilena. 1960
- El modernismo y otros ensayos. 1965
- José Joaquín Vallejo (1811 - 1858) (1969)